# Damietta
Damietta, eller Dumyat (arabiska: دمياط), är en hamnstad och administrativ huvudort för guvernementet Damietta, Egypten. Staden är belägen vid Medelhavet och Nildeltat, omkring 200 km norr om Kairo. Damietta består av två administrativa områden, kismer, och har cirka 260 000 invånare.
I det forntida Egypten var staden känd som Tamiat, men den förlorade sin betydelse under den hellenska tiden efter grundandet av Alexandria.
Damietta var av betydelse under 1100- och 1200-talen under korstågen. År 1169 anfölls Damietta av en flotta från Kungariket Jerusalem med stöd av det Bysantinska riket, men den besegrades av Saladin.
Vid förberedelserna för det femte korståget 1217 beslöts att Damietta skulle anfallas. Staden hade stort inflytande över Nilens utlopp, och det bedömdes att det därifrån vore möjligt att erövra Egypten. Från Egypten skulle därefter Palestina kunna anfallas och Jerusalem återerövras. Hamnen belägrades och intogs 1219, men redan 1221 var korsfararna besegrade och utdrivna ur Egypten.
Damietta var även målet för det sjunde korståget, lett av Ludvig IX (den helige) av Frankrike. Hans flotta anlände 1249 och erövrade raskt fästningen. När han 1250 blev fången med sin här vid Mansura måste han återlämna den som lösen för sin frihet.
Till förekommande av vidare anfall lät mamluksultanen Baibars blockera Nilmynningen, jämna Damietta med marken och återuppbygga den med förstärkta befästningar ett par kilometer från floden. Idag är en kanal förbunden med Nilen, vilket åter har gjort staden till en betydelsefull hamn.